# Représentations diplomatiques en Russie

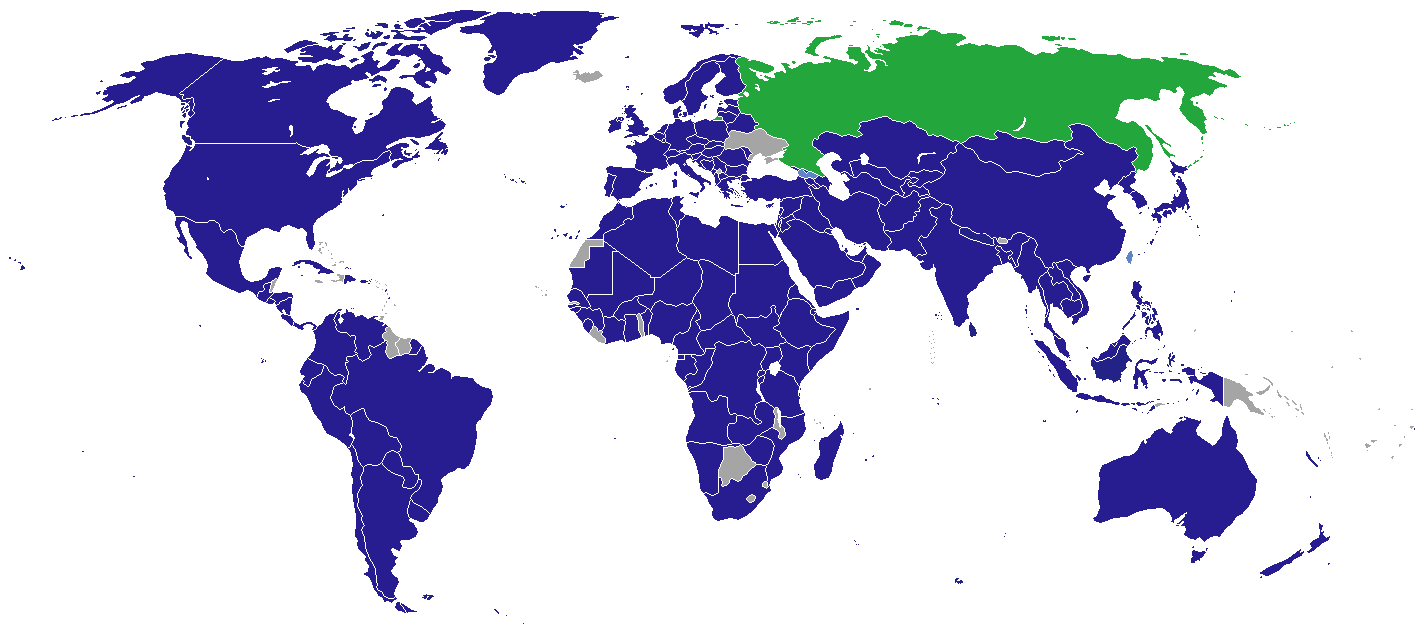
Carte des représentations diplomatiques en Russie.

Ceci est une liste des représentations diplomatiques en Russie. En tant que plus grand pays du monde, membre permanent du Conseil de sécurité des Nations unies, puissance régionale en Europe et en Asie et principal État successeur de l'Union soviétique, la fédération de Russie accueille une importante communauté diplomatique dans sa capitale, Moscou. Moscou abrite 148 ambassades, de nombreux pays ont également des consulats généraux et des consulats dans tout le pays.

## Représentations diplomatiques en Russie

### Ambassades à Moscou
| Délégation                       | Type de mission        | Année de création | District            | Photo |
| -------------------------------- | ---------------------- | ----------------- | ------------------- | ----- |
| Abkhazie                         | Ambassade              | 2009              | Tverskoï            |       |
| Afghanistan                      | Ambassade              |                   | Presnenski          |       |
| Afrique du Sud                   | Ambassade              |                   | Presnenski          |       |
| Albanie                          | Ambassade              | 1991              | Iakimanka           |       |
| Algérie                          | Ambassade              |                   | Tverskoï            |       |
| Allemagne                        | Ambassade              |                   | Ramenki             |       |
| Angola                           | Ambassade              |                   | Ramenki             |       |
| Arabie saoudite                  | Ambassade              | 1990              | Khamovniki          |       |
| Argentine                        | Ambassade              | 1947              | Iakimanka           |       |
| Arménie                          | Ambassade              |                   | Basmanny            |       |
| Australie                        | Ambassade              |                   | Taganski            |       |
| Autriche                         | Ambassade              | 1955              | Khamovniki          |       |
| Azerbaïdjan                      | Ambassade              | 1992              | Presnenski          |       |
| Bahreïn                          | Ambassade              | 1991              | Iakimanka           |       |
| Bangladesh                       | Ambassade              |                   | Khamovniki          |       |
| Bahreïn                          | Ambassade              | 2001              | Dorogomilovo        |       |
| Belgique                         | Ambassade              |                   | Arbat               |       |
| Bénin                            | Ambassade              |                   | Tverskoï            |       |
| Biélorussie                      | Ambassade              | 1993              | Basmanny            |       |
| Birmanie                         | Ambassade              |                   | Presnenski          |       |
| Bolivie                          | Ambassade              |                   | Danilovski          |       |
| Bosnie-Herzégovine               | Ambassade              |                   | Ramenki             |       |
| Brésil                           | Ambassade              |                   | Presnenski          |       |
| Bulgarie                         | Ambassade              |                   | Ramenki             |       |
| Burkina Faso                     | Ambassade              |                   |                     |       |
| Burundi                          | Ambassade              |                   | Iakimanka           |       |
| Cambodge                         | Ambassade              |                   | Khamovniki          |       |
| Cameroun                         | Ambassade              |                   | Arbat               |       |
| Canada                           | Ambassade              | 1943              | Khamovniki          |       |
| Chili                            | Ambassade              |                   | Khamovniki          |       |
| Chine                            | Ambassade              |                   | Ramenki             |       |
| Chypre                           | Ambassade              |                   | Arbat               |       |
| Colombie                         | Ambassade              |                   | Khamovniki          |       |
| Corée du Nord                    | Ambassade              |                   | Ramenki             |       |
| Corée du Sud                     | Ambassade              | 1990              | Khamovniki          |       |
| Costa Rica                       | Ambassade              | 1975              | Krylatskoïe         |       |
| Côte d'Ivoire                    | Ambassade              |                   | Khamovniki          |       |
| Croatie                          | Ambassade              | 1992              | Khamovniki          |       |
| Cuba                             | Ambassade              |                   | Iakimanka           |       |
| Danemark                         | Ambassade              |                   | Khamovniki          |       |
| Djibouti                         | Ambassade              |                   |                     |       |
| Égypte                           | Ambassade              |                   | Khamovniki          |       |
| Émirats arabes unis              | Ambassade              | 1987              | Ramenki             |       |
| Érythrée                         | Ambassade              | 1996              | Iakimanka           |       |
| Équateur                         | Ambassade              | 1970              | Basmanny            |       |
| Espagne                          | Ambassade              |                   | Presnenski          |       |
| Estonie                          | Ambassade              |                   | Presnenski          |       |
| États-Unis                       | Ambassade              | 1934              | Presnenski          |       |
| Éthiopie                         | Ambassade              |                   | Mechtchanski        |       |
| Finlande                         | Ambassade              |                   | Khamovniki          |       |
| France                           | Ambassade              |                   | Iakimanka           |       |
| Gabon                            | Ambassade              |                   | Arbat               |       |
| Gambie                           | Ambassade              | 2016              |                     |       |
| Ghana                            | Ambassade              | 1960              | Presnenski          |       |
| Grèce                            | Ambassade              |                   | Presnenski          |       |
| Grenade                          | Ambassade              | 2017              | Presnenski          |       |
| Guatemala                        | Ambassade              | 1994              | Iakimanka           |       |
| Guinée                           | Ambassade              |                   | Iakimanka           |       |
| Guinée-Bissau                    | Ambassade              |                   | Nagorny             |       |
| Guinée équatoriale               | Ambassade              | 1981              | Iakimanka           |       |
| Honduras                         | Ambassade              | 2013              | Iakimanka           |       |
| Hongrie                          | Ambassade              |                   | Ramenki             |       |
| Inde                             | Ambassade              | 1947              | Taganski            |       |
| Indonésie                        | Ambassade              |                   | Zamoskvoretche      |       |
| Irak                             | Ambassade              |                   | Khamovniki          |       |
| Iran                             | Ambassade              |                   | Basmanny            |       |
| Irlande                          | Ambassade              | 1973              | Mechtchanski        |       |
| Islande                          | Ambassade              | 1944              | Presnenski          |       |
| Israël                           | Ambassade              | 1991              | Iakimanka           |       |
| Italie                           | Ambassade              |                   | Khamovniki          |       |
| Japon                            | Ambassade              | 1956              | Krasnoselsky        |       |
| Jordanie                         | Ambassade              |                   | Tverskoï            |       |
| Kazakhstan                       | Ambassade              |                   | Basmanny            |       |
| Kenya                            | Ambassade              |                   | Khamovniki          |       |
| Kirghizistan                     | Ambassade              |                   | Iakimanka           |       |
| Koweït                           | Ambassade              |                   | Ramenki             |       |
| Laos                             | Ambassade              |                   | Presnenski          |       |
| Lettonie                         | Ambassade              | 1991              | Basmanny            |       |
| Liban                            | Ambassade              |                   | Tverskoï            |       |
| Libye                            | Ambassade              | 1962              | Ramenki             |       |
| Lituanie                         | Ambassade              |                   | Arbat               |       |
| Luxembourg                       | Ambassade              |                   | Khamovniki          |       |
| Macédoine du Nord                | Ambassade              |                   | Akademitcheski      |       |
| Madagascar                       | Ambassade              | 1976              | Khamovniki          |       |
| Malaisie                         | Ambassade              |                   | Ramenki             |       |
| Mali                             | Ambassade              |                   | Zamoskvoretche      |       |
| Malte                            | Ambassade              |                   | Iakimanka           |       |
| Maroc                            | Ambassade              |                   | Arbat               |       |
| Maurice                          | Ambassade              | 2003              | Taganski            |       |
| Mauritanie                       | Ambassade              |                   | Khamovniki          |       |
| Mexique                          | Ambassade              |                   | Khamovniki          |       |
| Moldavie                         | Ambassade              |                   | Mechtchanski        |       |
| Mongolie                         | Ambassade              |                   | Arbat               |       |
| Monténégro                       | Ambassade              | 2007              | Iakimanka           |       |
| Mozambique                       | Ambassade              |                   | Ioujnoportovy       |       |
| Namibie                          | Ambassade              |                   | Iakimanka           |       |
| Népal                            | Ambassade              | 1961              | Khamovniki          |       |
| Nicaragua                        | Ambassade              |                   | Ramenki             |       |
| Nigeria                          | Ambassade              | 1962              | Presnenski          |       |
| Norvège                          | Ambassade              |                   | Arbat               |       |
| Nouvelle-Zélande                 | Ambassade              | 1973              | Presnenski          |       |
| Oman                             | Ambassade              | 1987              | Iakimanka           |       |
| Ossétie du Sud-Alanie            | Ambassade              | 2009              | Khamovniki          |       |
| Ouganda                          | Ambassade              | 1964              | Iakimanka           |       |
| Ouzbékistan                      | Ambassade              |                   | Iakimanka           |       |
| Pakistan                         | Ambassade              |                   | Presnenski          |       |
| Palestine                        | Ambassade              | 1981              | Khamovniki          |       |
| Panama                           | Ambassade              |                   | Ramenki             |       |
| Paraguay                         | Ambassade              |                   | Iakimanka           |       |
| Pays-Bas                         | Ambassade              |                   | Presnenski          |       |
| Pérou                            | Ambassade              |                   | Khamovniki          |       |
| Philippines                      | Ambassade              | 1977              | Arbat               |       |
| Pologne                          | Ambassade              |                   | Presnenski          |       |
| Portugal                         | Ambassade              |                   | Mechtchanski        |       |
| Qatar                            | Ambassade              | 1989              | Iakimanka           |       |
| République centrafricaine        | Ambassade              |                   | Troparevo-Nikoulino |       |
| République démocratique du Congo | Ambassade              |                   | Nagorny             |       |
| République dominicaine           | Ambassade              | 2007              | Krylatskoïe         |       |
| République du Congo              | Ambassade              |                   | Iakimanka           |       |
| Tchéquie                         | Ambassade              |                   | Presnenski          |       |
| Roumanie                         | Ambassade              |                   | Ramenki             |       |
| Royaume-Uni                      | Ambassade              |                   | Arbat               |       |
| Rwanda                           | Ambassade              |                   |                     |       |
| Salvador                         | Ambassade              | 2012              |                     |       |
| Sénégal                          | Ambassade              |                   | Iakimanka           |       |
| Serbie                           | Ambassade              |                   | Ramenki             |       |
| Sierra Leone                     | Ambassade              | 1965              | Krylatskoïe         |       |
| Singapour                        | Ambassade              | 1971              | Arbat               |       |
| Slovaquie                        | Ambassade              | 1993              | Presnenski          |       |
| Slovénie                         | Ambassade              | 1992              | Tverskoï            |       |
| Somalie                          | Ambassade              |                   | Nagorny             |       |
| Soudan                           | Ambassade              |                   | Tverskoï            |       |
| Sri Lanka                        | Ambassade              | 1957              | Mechtchanski        |       |
| Suède                            | Ambassade              |                   | Ramenki             |       |
| Suisse                           | Ambassade              | 1946              | Basmanny            |       |
| Syrie                            | Ambassade              |                   | Khamovniki          |       |
| Tadjikistan                      | Ambassade              |                   | Presnenski          |       |
| Tanzanie                         | Ambassade              |                   | Zamoskvoretche      |       |
| Tchad                            | Ambassade              |                   | Tcheriomouchki      |       |
| Thaïlande                        | Ambassade              |                   | Krasnoselsky        |       |
| Tunisie                          | Ambassade              |                   | Presnenski          |       |
| Turkménistan                     | Ambassade              |                   | Arbat               |       |
| Turquie                          | Ambassade              |                   | Khamovniki          |       |
| Ukraine                          | Ambassade              |                   | Presnenski          |       |
| Uruguay                          | Ambassade              |                   | Zamoskvoretche      |       |
| Vatican                          | Nonciature apostolique | 1990,             | Tverskoï            |       |
| Venezuela                        | Ambassade              |                   | Tverskoï            |       |
| Viêt Nam                         | Ambassade              | 1969              | Khamovniki          |       |
| Yémen                            | Ambassade              |                   | Khamovniki          |       |
| Zambie                           | Ambassade              | 1965              | Mechtchanski        |       |
| Zimbabwe                         | Ambassade              | 1985              | Khamovniki          |       |

### Consulats à Saint-Pétersbourg
| Délégation        | Type de mission  | Année de création | District                              | Photo                       |
| ----------------- | ---------------- | ----------------- | ------------------------------------- | --------------------------- |
| Allemagne         | Consulat général | 1972              | District central de Saint-Pétersbourg |                             |
| Arménie           | Consulat général | 2000              | District de l'Amirauté                |                             |
| Azerbaïdjan       | Consulat général | 2004              | District central de Saint-Pétersbourg |                             |
| Belgique          | Consulat général | 2008              |                                       |                             |
| Biélorussie       | Antenne          |                   | District central de Saint-Pétersbourg |                             |
| Bulgarie          | Consulat général | 1974              | District central de Saint-Pétersbourg |                             |
| Chine             | Consulat général | 1986              | District de l'Amirauté                |                             |
| Chypre            | Consulat général | 2003              | District central de Saint-Pétersbourg |                             |
| Corée du Sud      | Consulat général | 2006              | District central de Saint-Pétersbourg |                             |
| Danemark          | Consulat général | 1992              | District de Petrograd                 |                             |
| Espagne           | Consulat général |                   | District central de Saint-Pétersbourg |                             |
| Estonie           | Consulat général | 1993              | District de Petrograd                 |                             |
| Finlande          | Consulat général | 1967              | District central de Saint-Pétersbourg |                             |
| France            | Consulat général | 1972              | District central de Saint-Pétersbourg |                             |
| Grèce             | Consulat général | 1996              | District central de Saint-Pétersbourg |                             |
| Hongrie           | Consulat général | 1978              | District central de Saint-Pétersbourg |                             |
| Inde              | Consulat général | 1993              | District central de Saint-Pétersbourg |                             |
| Italie            | Consulat général | 1990              | District de l'Amirauté                |                             |
| Japon             | Consulat général | 1971              | District central de Saint-Pétersbourg |                             |
| Kazakhstan        | Consulat général | 2004              | District de l'Amirauté                |                             |
| Lettonie          | Consulat général | 1993              | Vasileostrovsky                       |                             |
| Lituanie          | Consulat général | 1993              | District central de Saint-Pétersbourg |                             |
| Macédoine du Nord | Consulat général |                   |                                       |                             |
| Norvège           | Consulat général | 1993              | District central de Saint-Pétersbourg | View from Kazanskaya Street |
| Pakistan          | Consulat général | 1996              | District central de Saint-Pétersbourg |                             |
| Pays-Bas          | Consulat général | 1992              | District central de Saint-Pétersbourg |                             |
| Pologne           | Consulat général | 1972              | District central de Saint-Pétersbourg |                             |
| Tchéquie          | Consulat général | 1974              | District central de Saint-Pétersbourg |                             |
| Roumanie          | Consulat général | 2003              | District central de Saint-Pétersbourg |                             |
| Slovaquie         | Consulat général | 1999              | District de Vyborg                    |                             |
| Suède             | Consulat général | 1972              | District central de Saint-Pétersbourg |                             |
| Suisse            | Consulat général | 2006              | District central de Saint-Pétersbourg |                             |
| Turquie           | Consulat général | 2007              |                                       |                             |
| Ukraine           | Consulat général | 1998              | District central de Saint-Pétersbourg |                             |

### Consulats à Iekaterinbourg
| Délégation   | Type de mission  | Année de création | Photo |
| ------------ | ---------------- | ----------------- | ----- |
| Allemagne    | Consulat général | 2005              |       |
| Azerbaïdjan  | Consulat général | 2009              |       |
| Biélorussie  | Antenne          | 2001              |       |
| Chine        | Consulat général | 2009              |       |
| Chypre       | Consulat général |                   |       |
| États-Unis   | Consulat général | 1994              |       |
| France       | Consulat général | 2008              |       |
| Hongrie      | Consulat général | 2007              |       |
| Kirghizistan | Consulat général | 2002              |       |
| Tchéquie     | Consulat général | 2002              |       |
| Royaume-Uni  | Consulat général | 1997              |       |
| Tadjikistan  | Consulat général | 2009              |       |
| Ukraine      | Consulat général | 1997              |       |
| Viêt Nam     | Consulat général | 2007              |       |

### Consulats dans le reste de la Russie
| Délégation    | Ville             | Type de mission                  | Année de création | Photo |
| ------------- | ----------------- | -------------------------------- | ----------------- | ----- |
| Allemagne     | Kaliningrad       | Consulat général                 | 2004              |       |
| Allemagne     | Novossibirsk      | Consulat général                 | 1994              |       |
| Arménie       | Rostov-sur-le-Don | Consulat général                 |                   |       |
| Arménie       | Sotchi            | Station consulaire               |                   |       |
| Biélorussie   | Kaliningrad       | Antenne                          |                   |       |
| Biélorussie   | Khabarovsk        | Antenne                          |                   |       |
| Biélorussie   | Krasnodar         | Antenne                          |                   |       |
| Biélorussie   | Nijni Novgorod    | Antenne                          |                   |       |
| Biélorussie   | Novossibirsk      | Antenne                          |                   |       |
| Biélorussie   | Smolensk          | Antenne                          | 2010              |       |
| Biélorussie   | Tioumen           | Antenne                          |                   |       |
| Biélorussie   | Oufa              | Antenne                          |                   |       |
| Chine         | Irkoutsk          | Consulat général                 | 2009              |       |
| Chine         | Khabarovsk        | Consulat général                 |                   |       |
| Chine         | Vladivostok       | Consulat général                 | 2005              |       |
| Chine         | Kazan             | Consulat général                 | 2017              |       |
| Chypre        | Krasnodar         | Consulat général                 |                   |       |
| Chypre        | Samara            | Consulat général                 |                   |       |
| Corée du Nord | Khabarovsk        | Bureau consulaire                | 2005              |       |
| Corée du Nord | Nakhodka          | Consulat général                 | 1958              |       |
| Corée du Sud  | Irkoutsk          | Consulat général                 | 2009              |       |
| Corée du Sud  | Vladivostok       | Consulat général                 | 1992              |       |
| Estonie       | Pskov             | Chancellerie du Consulat général |                   |       |
| États-Unis    | Vladivostok       | Consulat général                 | 1992              |       |
| Finlande      | Mourmansk         | Antenne du Consulat général      | 1992              |       |
| Finlande      | Petrozavodsk      | Antenne du Consulat général      | 1990              |       |
| Grèce         | Novorossiïsk      | Consulat général                 | 1996              |       |
| Inde          | Vladivostok       | Consulat général                 | 1992              |       |
| Iran          | Astrakhan         | Consulat général                 | 2001              |       |
| Iran          | Kazan             | Consulat général                 | 2007              |       |
| Japon         | Khabarovsk        | Consulat général                 | 1993              |       |
| Japon         | Vladivostok       | Consulat général                 | 1967              |       |
| Japon         | Ioujno-Sakhalinsk | Consulat général                 | 2001              |       |
| Kazakhstan    | Astrakhan         | Consulat                         | 2002              |       |
| Kazakhstan    | Omsk              | Consulat                         | 2005              |       |
| Kirghizistan  | Novossibirsk      | Vice-consulat                    | 2005              |       |
| Lettonie      | Kaliningrad       | Département consulaire           |                   |       |
| Lettonie      | Pskov             | Consulat                         | 1993              |       |
| Lituanie      | Kaliningrad       | Consulat général                 | 1994              |       |
| Lituanie      | Sovetsk           | Consulat                         | 2003              |       |
| Mongolie      | Irkoutsk          | Consulat général                 | 1971              |       |
| Mongolie      | Kyzyl             | Consulat général                 | 2002              |       |
| Mongolie      | Oulan-Oude        | Consulat général                 |                   |       |
| Norvège       | Mourmansk         | Consulat général                 | 1993              |       |
| Ouzbékistan   | Novossibirsk      | Consulat général                 | 2007              |       |
| Pologne       | Novossibirsk      | Consulat général                 | 2004              |       |
| Pologne       | Kaliningrad       | Consulat général                 | 1992              |       |
| Roumanie      | Rostov-sur-le-Don | Consulat général                 | 2006              |       |
| Turkménistan  | Astrakhan         | Consulat                         | 2013              |       |
| Turquie       | Kazan             | Consulat général                 | 1992              |       |
| Turquie       | Novorossiïsk      | Consulat général                 | 2006              |       |
| Ukraine       | Rostov-sur-le-Don | Consulat général                 | 2003              |       |
| Ukraine       | Vladivostok       | Consulat général                 | 2005              |       |
| Viêt Nam      | Vladivostok       | Consulat général                 | 1989              |       |

## Autres missions
À Moscou
- Géorgie (Section à l'ambassade de Suisse)[107]
- Haut-Karabagh (Représentation permanente)[108]
- République arabe sahraouie démocratique (Représentation permanente)
- Taïwan (Représentation permanente)[109]
- Union européenne (Délégation)

## Ambassades non-résidentes
Résidant à Berlin, sauf indication contraire.
- Andorre (Andorre-la-Vieille)
- Antigua-et-Barbuda (Londres)
- Botswana (Stockholm)[110]
- Dominique (Bruxelles)
- Eswatini (Genève)[111]
- Fidji (Tokyo)
- Guyana (Londres)
- Jamaïque
- Lesotho [112]
- Liechtenstein
- Malawi
- Maldives (Bruxelles)
- Monaco
- Niger
- Papouasie-Nouvelle-Guinée (Bonn)
- Saint-Marin (Vienne)
- Samoa (Tokyo)
- Seychelles (Paris)
- Suriname (La Haye)
- Togo
- Tonga (Londres)